# A Prayer for the Loud
A Prayer For The Loud er det tolvte studiealbum fra den danske rockgruppe D-A-D. Albummet udkom den 31. maj på Mermaid Records.
Det modtog tre ud af seks stjerner i musikmagasinet GAFFA.
På heavymetal.dk skrev anmelderen at gruppen med albummet havde "fundet sig selv igen med et modent, medrivende og mesterligt rockalbum", og kvitterede med ni ud af to kranier. Thomas Treo fra Ekstra Bladet gav fire ud af seks stjerner og skrev at de "lyder vedkommende og relevant".
Albummet toppede den danske albumhitliste, og var på listen i fire uger.

## Spor
| Nr.           | Titel                      | Længde |
| ------------- | -------------------------- | ------ |
| 1.            | "Burning Star"             | 3:38   |
| 2.            | "A Prayer For The Loud"    | 4:10   |
| 3.            | "Nothing Ever Changes"     | 4:17   |
| 4.            | "The Sky Is Made Of Blues" | 4:20   |
| 5.            | "The Real Me"              | 4:24   |
| 6.            | "No Doubt About It"        | 3:20   |
| 7.            | "A Drug For The Heart"     | 4:13   |
| 8.            | "Musical Chairs"           | 3:33   |
| 9.            | "Time Is A Train"          | 4:07   |
| 10.           | "Happy Days In Hell"       | 3:41   |
| 11.           | "If The World Just"        | 4:43   |
| Total længde: | Total længde:              | 44:31  |